# Гвоздецкий, Антон Иванович
Антон Иванович Гвоздецкий (15 марта 1909, Ток, Апостоловский район — 30 апреля 1961, Москва) — советский морской офицер, контр-адмирал (1951). Участник Советско-японской войны.

## Биография
Родился 2(15) марта 1909 года на станции Ток, сейчас в Днепропетровской области, Украина.
В РККФ с 1931 года. Служил краснофлотцем учебного отряда. Окончил ускоренные курсы командиров флота Морских сил Чёрного моря в ноябре 1932 года. В октябре 1933 года закончил торпедный сектор Специальных курсов командного состава Военно-морских сил РККА имени ЦИК Татарской АССР. В дальнейшем почти всю службу проходил в соединениях торпедных катеров. Направлен на вновь создававшийся в 1930-е годы Тихоокеанский флот. Стажер командира звена, командир звена, помощник начальника штаба 1-го дивизиона торпедных катеров 3 морской бригады. В декабре 1937-октябре 1939 года — начальник штаба дивизиона. Затем в течение пяти лет А. И. Гвоздецкий командовал 7-м отдельным дивизионом торпедных катеров Сучанского укрепленного района. В октябре 1944 года он становится командиром 2-й бригады торпедных катеров Тихоокеанского флота. Во главе бригады с августа 1945 года участвует в Советско-Японской войне, получает боевой опыт командования торпедными катерами.
Продолжает командовать 2-й бригадой до ноября 1948 года. После окончания Академических курсов офицерского состава при Военно-морской академии имени К. Е. Ворошилова в декабре 1949 года командует 1-й бригадой торпедных катеров ТОФ. С июля 1951 года переведён на Черноморский флот и принял командование 41-й дивизией торпедных катеров КЧФ. 3 ноября 1951 года ему было присвоено звание контр-адмирала. В 1953—1955 годах обучался на Военно-морском факультете Академии Генерального штаба (Высшей военной академии), по окончании которого возвращается на прежнюю должность в Черноморском флоте.
С декабря 1956 года и до конца жизни А. И. Гвоздецкий — старший преподаватель кафедры оперативного искусства и тактики высших соединений ВМФ Военно-морского факультета Академии Генерального штаба.
Контр-адмирал Антон Иванович Гвоздецкий скончался в Москве 30 апреля 1961 года. Похоронен на новом Донском кладбище, в аллее, проходящей вдоль восточной стены кладбища.

## Награды
- медаль «За боевые заслуги» (03.11.1944)
- орден Красного Знамени (20.10.1945)
- орден Отечественной войны II степени (30.03.1946)
- орден Красной Звезды (06.11.1947)
- орден Красного Знамени (13.06.1952)
- орден Ленина (30.12.1956)[4].